# Rovigno (incrociatore ausiliario)
Il Rovigno è stato un incrociatore ausiliario della Regia Marina, già motonave passeggeri italiana.

## Storia
Costruita nel cantiere triestino di San Marco, come scafo numero 1245, tra il marzo 1940 e l'agosto 1941, per la Società anonima di Navigazione Istria con sede a Trieste, insieme alla gemella Pola, l'unità era in origine una motonave passeggeri da 451 tonnellate di stazza lorda e 187 tonnellate di portata lorda, iscritta con matricola 446 al Compartimento marittimo di Trieste. Grazie a due motori diesel su due eliche, con una scorta di 1250 tonnellate di nafta, la Rovigno poteva raggiungere l'eccellente (per una nave mercantile) velocità massima di 20 nodi (la velocità di crociera era invece di 14,5 nodi).
Pochi mesi dopo il completamento, il 9 gennaio 1942, la piccola unità (così come la Pola) venne requisita a Trieste dalla Regia Marina ed iscritta nel ruolo del Naviglio ausiliario dello Stato, con matricola D 29 e classificazione come incrociatore ausiliario. Armata con un cannone da 76/40 Mod. 1916 R.M. e tre mitragliere Scotti-Isotta-Fraschini 20/70 (o 20/65 mm), la nave fu destinata a missioni di scorta convogli ma soprattutto di trasporto veloce, con base dapprima a Brindisi e successivamente a Prevesa.

La nave dopo la trasformazione in incrociatore ausiliario.

Nel corso della seconda guerra mondiale la nave effettuò complessivamente 277 missioni di guerra.
L'11 settembre 1943, in seguito all'armistizio, il Rovigno ed il Pola vennero entrambi catturati a Saseno dalle truppe tedesche (per altre fonti il Rovigno venne catturato a Valona). Mentre l'equipaggio del Pola riuscì, qualche giorno dopo, a sopraffare il picchetto tedesco di sorveglianza, riprendere il controllo della nave e portarla in salvo a Brindisi, il Rovigno, rimasto in mano tedesca, venne trasferito a Valona qualche giorno dopo.
Nella notte tra il 21 ed il 22 settembre 1943 le motosiluranti britanniche MTB 287, MTB 290 ed MTB 295 (l'ultima delle quali rimase danneggiata nello scontro) attaccarono le navi mercantili alla fonda nella rada di Valona: alle 2.10 del 22 settembre il Rovigno venne colpito da uno o due siluri ed affondò rapidamente nelle acque nella rada.
Il relitto della nave giace spezzato in due, in assetto di navigazione, su fondali di 53 metri, al largo della penisola del Karaburuni e a quattro miglia dal porto di Valona.

## Galleria d'immagini

La Rovigno in servizio come nave passeggeri.
Un’altra immagine della motonave nei primi mesi di servizio.